# Liste der Kulturgüter in Leuggern
Die Liste der Kulturgüter in Leuggern enthält alle Objekte in der Gemeinde Leuggern im Kanton Aargau, die gemäss der Haager Konvention zum Schutz von Kulturgut bei bewaffneten Konflikten, dem Bundesgesetz vom 20. Juni 2014 über den Schutz der Kulturgüter bei bewaffneten Konflikten sowie der Verordnung vom 29. Oktober 2014 über den Schutz der Kulturgüter bei bewaffneten Konflikten unter Schutz stehen.
Objekte der Kategorien A und B sind vollständig in der Liste enthalten, Objekte der Kategorie C fehlen zurzeit (Stand: 1. Januar 2023).

## Kulturgüter
| Foto | | Objekt                                                                    | Kat. | Typ | Standort                                       | Beschreibung |
| ---- | --------------------------------------------------------------------------------------------------- | ------------------------------------------------------------------------- | ---- | --- | ---------------------------------------------- | --- |
| ja   | Datei hochladen · Wikidata zu Eisenbahnviadukt Koblenz-Felsenau (Q1648439)                          | Eisenbahnviadukt Koblenz–Felsenau KGS-Nr.: 09875                          | A    | G   | 658845 / 272177                                | Objekt liegt hälftig auf dem Gemeindegebiet von Leuggern und Koblenz (KGS-Nr. 10514). |
| BW   | Datei hochladen · Wikidata zu Im Sand-Felsenau, Teil der spätrömischen Rheinbefestigung (Q19362350) | Im Sand-Felsenau (Teil der spätrömischen Rheinbefestigung) KGS-Nr.: 11675 | A    | F   | 658861 / 273640                                | |
| ja   | Datei hochladen · Wikidata zu Katholische Kirche St. Peter und Paul (Q29576610)                     | Katholische Kirche St. Peter und Paul KGS-Nr.: 00166                      | B    | F   | Kirchplatz 3.2 658582 / 270209                 | |
| BW   | Datei hochladen · Wikidata zu Hochwacht Hundsbühl ob Strickrain (Leuggern) (Q116543234)             | Hochwacht Hundsbühl ob Strickrain KGS-Nr.: 03180                          | B    | F   | Hundsbühl 656755 / 270733                      | Mittelalterliche-neuzeitliche Hochwacht mit Ringwall und -graben, mutmassliches Refugium unbekannter Zeitstellung. Objekt liegt hälftig auf dem Gemeindegebiet von Leuggern und Leibstadt (KGS-Nr. 15516). |
| BW   | Datei hochladen · Wikidata zu Sebastians- und Rochuskapelle (Q29576616)                             | Sebastians- und Rochuskapelle KGS-Nr.: 15555                              | B    | G   | Hagenfirsterstrasse 4.1 657223 / 269908        | |
| BW   | Datei hochladen · Wikidata zu Kapelle in Gippingen (Q29576606)                                      | Kapelle in Gippingen KGS-Nr.: 15556                                       | B    | G   | Gippingen, Stauseestrasse 26.2 659057 / 271194 | |